# ジャパンラグビーリーグワン マスコット総選挙
ジャパンラグビーリーグワン マスコット総選挙は、ジャパンラグビーリーグワンが主催するチームマスコットキャラクターの人気投票である。ジャパンラグビーリーグワンに所属するチームのマスコットキャラクターについて、WEB・スマホアプリ・SNS上で人気投票を募り、表彰する。
2023-24シーズンまでは、ベースボールマガジン社発行「ラグビーマガジン」が企画運営していた。

## 概要
2022年、日本におけるラグビーユニオンの社会人リーグ「JAPAN RUGBY LEAGUE ONE」が創設され、ラグビーマガジンが同年リーグ期間中に「突発的に始めた」という企画からスタートした。
第1回は、1月に開幕2022シーズン途中の3月前半に投票を受け付けし、2022年3月25日発売の『ラグビーマガジン』誌上で結果が発表された。
第2回2022-23シーズンは、リーグワン決勝戦（最終戦）が行われる当日、会場となる国立競技場のフィールド上で、試合開始前にキャラクターたちが集合し全順位が発表され、その後『ラグビーマガジン』誌面で 10位までの得票数を含め詳細を発表した。
第3回2023-24シーズンでは、キャラクターたち参加による決勝戦会場での当日発表のほか、全得票数を含めた詳細を『ラグビーマガジン』WEBサイト「ラグビーリパブリック」と『ラグビーマガジン』誌面で発表。
第4回2024-25シーズンから、ジャパンラグビーリーグワン主催となった。例年通りの投票のほか、「実は気になっている」「次に推してみたい存在」に投票する『にばん推し』部門も新設された。決勝戦の会場である国立競技場での発表の直後、リーグワン公式サイトでも発表された。

## 発表
発表媒体は上述の通り。
2022-23シーズン、2023-24シーズンのDIVISION1決勝戦（国立競技場で開催）の試合前に、結果発表のMCを、リーグワンオフィシャルサポーターの依吹怜が務めた。
2024-25シーズンでは、DIVISION1決勝戦（国立競技場で開催）の試合前に、「リーグワン プレーオフ応援芸人」を務める しんや と 鬼越トマホークがMCを務めた。

## 投票方法
- 2022シーズン：(1) WEBサイトのフォーマットから投票、(2) Twitter、Instagram、Facebookでハッシュタグ「#リーグワンマスコット総選挙2022」をつけて投票。【投票期間】2022年3月4日から16日まで[13]。
- 2022-23シーズン：(1) WEBサイトのフォーマットから投票（1日1回）、(2) 該当Twitterツイートをリツイート（期間中1回のみ）。【投票期間】2023年4月10日から5月10日まで[14]。
- 2023-24シーズン：(1) WEBサイトのフォーマットから投票（1日1回）、(2) 該当Xポストをリポスト（期間中1回のみ）。【投票期間】2024年4月24日から5月8日まで[15]。
- 2024-25シーズン：(1) Google フォームから投票（1日1回）、(2) Japan Rugby Appのキャンペーンページから投票（1日1回）、(3)ジャパンラグビー リーグワンの公式Xアカウントの当該投稿をリポスト（期間中1回のみ）。【投票期間】2025年4月23日から5月7日まで[1]。

## 投票結果

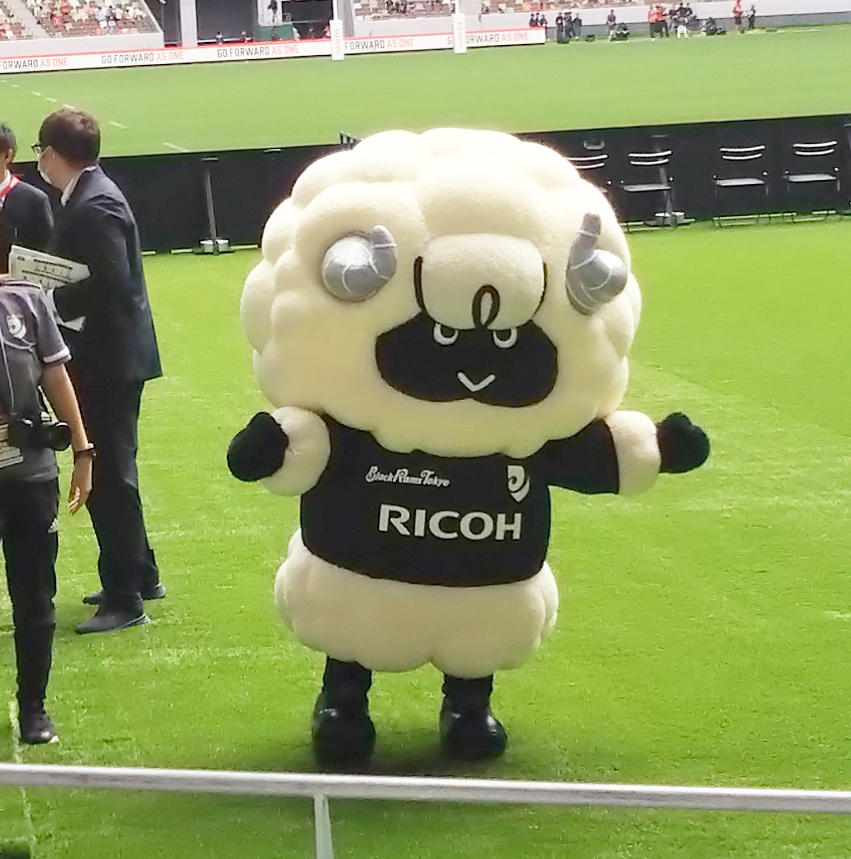
ラムまる（2023年5月20日「第2回マスコット総選挙」結果発表会場の国立競技場で）

2025年6月1日現在。出典：2022、2022-23、2023-24、2024-25
各マスコットキャラクターの特徴や由来およびその出典は、下表のキャラクター名からのリンク、または「スポーツのマスコットキャラクター一覧#ラグビー」を参照のこと。
| キャラクター名       | 所属チーム                     | 順位         | 順位         | 順位         | 順位         |
| キャラクター名       | 所属チーム                     | 2022         | 2022 -23     | 2023 -24     | 2024 -25     |
| -------------------- | ------------------------------ | ------------ | ------------ | ------------ | ------------ |
| ラムまる             | リコーブラックラムズ東京       | 1            | 1            | 2            | 1            |
| カノンちゃん         | 横浜キヤノンイーグルス         | 2            | 2            | 1            | 2            |
| コーロクン           | コベルコ神戸スティーラーズ     | 13           | 8            | 3            | 3            |
| レヴズ               | 静岡ブルーレヴズ               | 9            | 3            | 6            | 4            |
| ダイボ君             | 三菱重工相模原ダイナボアーズ   | 4            | 4            | 5            | 5            |
| スッピー             | クボタスピアーズ船橋・東京ベイ | 3            | 6            | 9            | 6            |
| サンゴリアス君       | 東京サントリーサンゴリアス     | 11           | 9            | 4            | 7            |
| ルーパス君           | 東芝ブレイブルーパス東京       | 6            | 7            | 7            | 8            |
| ライガー             | トヨタヴェルブリッツ           | 16           | 11           | 12           | 9            |
| ヒートくん           | 三重ホンダヒート               | 19           | 19           | 11           | 10           |
| 鮫太朗               | 清水建設江東ブルーシャークス   | 5            | 5            | 8            | 11           |
| ウィズリー           | マツダスカイアクティブズ広島   | 12           | 13           | 17           | 12           |
| キューデンヴォル太   | 九州電力キューデンヴォルテクス | 20           | 20           | 21           | 13           |
| ロッディ＆ドリィ     | 浦安D-Rocks                    | ー           | 15           | 15           | 14           |
| レドルフィン         | 日野レッドドルフィンズ         | 10           | 辞退         | 14           | 15           |
| のぶし丸             | 埼玉パナソニックワイルドナイツ | 不参加       | 16           | 18           | 16           |
| シャズリー           | 豊田自動織機シャトルズ愛知     | 不参加       | 10           | 13           | 17           |
| キャプテンスティーム | NECグリーンロケッツ東葛        | 8            | 14           | 19           | 18           |
| フライキー           | 日本製鉄釜石シーウェイブス     | 14           | 18           | 16           | 19           |
| ライナマン           | 花園近鉄ライナーズ             | 6            | 12           | 10           | 20           |
| ガッシュ君           | クリタウォーターガッシュ昭島   | 22           | 22           | 22           | 21           |
| レッドハリー         | レッドハリケーンズ大阪         | 17           | 16           | 20           | 22           |
| ルーロ and リーロ    | ルリーロ福岡                   | ー           | ー           | ー           | 23           |
| ラガッツくん         | 狭山セコムラガッツ             | ー           | ー           | ー           | 24           |
| レグ君               | 中国電力レッドレグリオンズ     | 21           | 21           | 23           | 25           |
| レビィ               | ヤクルトレビンズ戸田           | ー           | ー           | ー           | 26           |
| 備考（出典）         | 備考（出典）                   | [ 2 ] [ 16 ] | [ 4 ] [ 17 ] | [ 7 ] [ 18 ] | [ 19 ] [ 9 ] |

同数のため、2022シーズンは6位が2チーム、2022-23シーズンは16位が2チームある。

### にばん推し
2024-25シーズンから新設。「実は気になっている」「次に推してみたい存在」に投票されたキャラクター。
| キャラクター名 | 所属チーム                   | 順位     |
| キャラクター名 | 所属チーム                   | 2024 -25 |
| -------------- | ---------------------------- | -------- |
| サンゴリアス君 | 東京サントリーサンゴリアス   | 1        |
| ラムまる       | リコーブラックラムズ東京     | 2        |
| ダイボ君       | 三菱重工相模原ダイナボアーズ | 3        |
| カノンちゃん   | 横浜キヤノンイーグルス       | 4        |
| ルーパス君     | 東芝ブレイブルーパス東京     | 5        |
| 備考（出典）   | 備考（出典）                 | [ 9 ]    |

### 解散したチーム
| キャラクター名 | 所属チーム                                               | 順位        | 備考  |
| -------------- | -------------------------------------------------------- | ----------- | ----- |
| ジョリー       | NTTコミュニケーションズ シャイニングアークス東京ベイ浦安 | 2022年 15位 | [ 2 ] |
| カイト         | 宗像サニックスブルース                                   | 2022年 18位 | [ 2 ] |